# 柳井港站
柳井港站（日语：／ Yanaiminato eki */?）是位於山口縣柳井市柳井2，西日本旅客鐵道（JR西日本）山陽本線的車站。
在1975年（昭和50年）3月10日山陽新幹線延長至博多站前，部分急行列車會停此站。
在2022年春季，藤生站至德山站之間預計可以使用ICOCA。

## 歷史
- 1929年（昭和4年）4月20日 - 鐵道省山陽本線大畠站至柳井站（同日由柳井津站改名至柳井站）之間開設此站。為旅客、貨運車站。
- 1934年（昭和9年）12月1日 - 現時岩德線，麻里布站（現時為岩國站）至周防高森站至櫛濱站之間全線開通，編入為山陽本線。而本來山陽本線麻里布站至柳井站至櫛濱站之間成為柳井線，此站也同時成為柳井線車站。
- 1944年（昭和19年）10月11日 - 柳井線全線成為雙線鐵路，再次編入為山陽本線。使此站再次成為山陽本線車站。而1934年編入成為山陽本線區間均名為岩德線。
- 1962年（昭和37年）2月1日 - 終止貨物起卸業務。
- 1964年（昭和39年）7月25日 - 包含此站在內，山陽本線橫川站至小郡站（現時為新山口站）直流電氣化（同時全線電氣化）。
- 1987年（昭和62年）4月1日 - 伴隨國鐵分割民營化，車站由西日本旅客鐵道（JR西日本）營運。
- 1992年（平成4年）11月 - 綠色窗口開始營業[2]
- 1996年（平成8年）6月1日 - 車站業務由JR西日本廣島MAINTEC（日语：JR西日本広島メンテック）負責，成為業務委託車站。
- （日期不詳） - 綠色窗口結束營業。
- 2004年（平成16年）10月 - 櫃臺營業時間變更，在星期三、四暫停營業，並在營業時間中途加設暫停營業的時段。
- 2005年（平成17年）4月1日 - 成為無人車站。
- 2018年（平成30年）
  - 7月6日 - 發生2018年7月西日本豪雨使車站暫停服務。
  - 7月16日 - 岩國站至柳井站之間重開。

## 車站構造
車站是一座地面車站，原本設有2面3線的混合式月台（島式與單式月台），設有中線。現時島式月台一邊（2號月台，車站大樓對面）設置了柵欄，變成了只有2面2線的單式月台。車站大樓位於島式月台1號月台，各月台與車站大樓均設有跨線橋連接。
此站由德山地域鐵道部管理，為無人車站。在2005年前為業務委託車站，並曾經設有綠色窗口。在成為無人車站前，逢星期三和四櫃臺整日關閉。車站現時設有自動售票機。
在車站旁邊前往廁所的通道中，設有一座開始老化的小紀念碑，書寫了「柳井港站急行停車紀念」。

### 月台
| 月台 | 路線      | 上下行 | 方向           |
| ---- | --------- | ------ | -------------- |
| 1    | ■山陽本線 | 下行   | 柳井、德山方向 |
| 3    | ■山陽本線 | 上行   | 岩國、廣島方向 |

- 在已封閉和柵欄圍封的2號月台（中線）中還設有路軌和架空電纜，月台兩端均連接上下行本線，但是沒有電動列車進入該月台。

## 使用狀況
以下為近年1日平均乘車人次列表：
| 乘車人次變化 | 乘車人次變化    |
| 年度         | 1日平均乘車人次 |
| ------------ | --------------- |
| 1999         | 341             |
| 2000         | 318             |
| 2001         | 308             |
| 2002         | 294             |
| 2003         | 280             |
| 2004         | 272             |
| 2005         | 244             |
| 2006         | 248             |
| 2007         | 256             |
| 2008         | 269             |
| 2009         | 266             |
| 2010         | 275             |
| 2011         | 272             |
| 2012         | 262             |
| 2013         | 259             |
| 2014         | 249             |
| 2015         | 249             |
| 2016         | 242             |
| 2017         | 249             |
| 2018         | 231             |

## 車站周邊
- 藤麻集團（日语：フジマグループ (山口県)）本部
- 柳井港郵局
- 柳井市立柳東小學
- 柳井市立遠崎小學
- 山田電機Teccland柳井店
- 柳井汽車學校
- AEON柳井購物中心
  - MaxValu（日语：マックスバリュ）
  - NAFCO（日语：ナフコ (ホームセンター)）東柳井店
- 國道188號（日语：国道188号）

## 轉乘交通

### 渡輪
從車站步行3分即可到達碼頭。
- 前往三津濱港（愛媛縣松山市） (部分經周防大島)
- 前往平郡島（日语：平郡島）
- 前往祝島（日语：祝島）

### 巴士路線
最接近的巴士站是「柳井港」。設有以下巴士路線停該站，並由防長交通營運。
- 一般巴士路線
  - 周東醫院前－柳井站前－柳井港－大畠站－宮峠－大里－大原
  - 周東醫院前－柳井站前－柳井港－大畠站－神代濱－大里－大原－割石－国清－柳井站前－周東醫院前
  - 柳井站前－柳井港－大畠站－東瀨戶－三蒲－周防椋野－宗光－綜合廳舍前－久賀－周防八幡

## 相鄰車站
西日本旅客鐵道
■山陽本線
大畠－柳井港－柳井

## 注腳
1. ↑  .   [2020-03-29]. （原始内容存档于2020-04-23）.
2. ↑  《JR時刻表》1992年11月號、12月號
3. ↑  山口縣統計年鑑

## 外部連結
- 柳井港｜車站資訊：JR出門網 - 西日本旅客鐵道